# Belair-Nationalpark
Der Belair-Nationalpark (engl. Belair National Park) liegt im Bundesstaat South Australia von Australien, nur etwa 13 Kilometer vom Zentrum Adelaides entfernt. Er ist 835 Hektar groß und wurde als erster Nationalpark Südaustraliens bereits im Januar 1891 unter Schutz gestellt. Damit ist er der zweitälteste Nationalpark Australiens und der zehntälteste auf der Welt.

## Lage
Der Belair-Nationalpark liegt in den Mitcham und Adelaide Hills und gehört zu einer Kette von Nationalparks, die sich entlang der Adelaide Hills Face Zone erstrecken. Die Besonderheit des Gebietes besteht darin, dass es die einzige Region in Südaustralien ist, die sowohl relativ hohe Regenfälle (zwischen 750 und 1000 Millimeter jährlich) und eine hügelige Topografie aufzuweisen hat. Die Sommer sind dabei heiß und trocken, die Winter kalt und nass.

## Geschichte
Aborigines vom Stamm der Kaurna, deren Siedlungsgebiet sich von Crystal Brook im Norden bis Cape Jervis im Süden und zu den Mount Lofty Ranges im Inland erstreckte, wohnten ursprünglich im Gebiet des heutigen Nationalparks.
Im Jahre 1837 durchquerten die ersten Europäer das Gebiet, ab 1840 wurde es von ihnen besiedelt.

## Flora
Im westlichen Teil des Parks dominieren Waldgesellschaften mit den Baumarten Gray Box (Eucalyptus microcarpa), Weißer Gummi-Eukalyptus (Eucalyptus leucoxylon) und Roter Eukalyptus (Eucalyptus camaldulensis) sowie einem Unterwuchs aus zahlreichen Grasarten. Die Gold-Akazie (Acacia pycnantha) und der Kängurudorn (Acacia paradoxa) wurden in ihrer Ausbreitung durch das wiederholte Abbrennen der Vegetation gefördert. Insgesamt hat in diesem Bereich die Natur durch frühere Nutzungsformen stärker gelitten. Im östlichen Bereich des Parks kommen offene Waldländer vor, die vom Messmate Stringybark (Eucalyptus obliqua), Weißen Gummi-Eukalyptus (Eucalyptus leucoxylon), Pink Gum (Eucalyptus fasciculosa) oder Rutenförmigen Eukalyptus (Eucalyptus viminalis) geprägt werden.

## Fauna
Der Nationalpark bietet eine Lebensgrundlage für 15 einheimische Säugetierarten, wie dem Kurzschnabeligel, Ringelschwanzbeutler, Fuchskusu, Gelbfuß-Beutelmaus und Kleinen Kurznasenbeutler. Rotes und Graues Riesenkänguru sowie Koala kommen ebenfalls vor.

Säugetierarten im Belair-Nationalpark
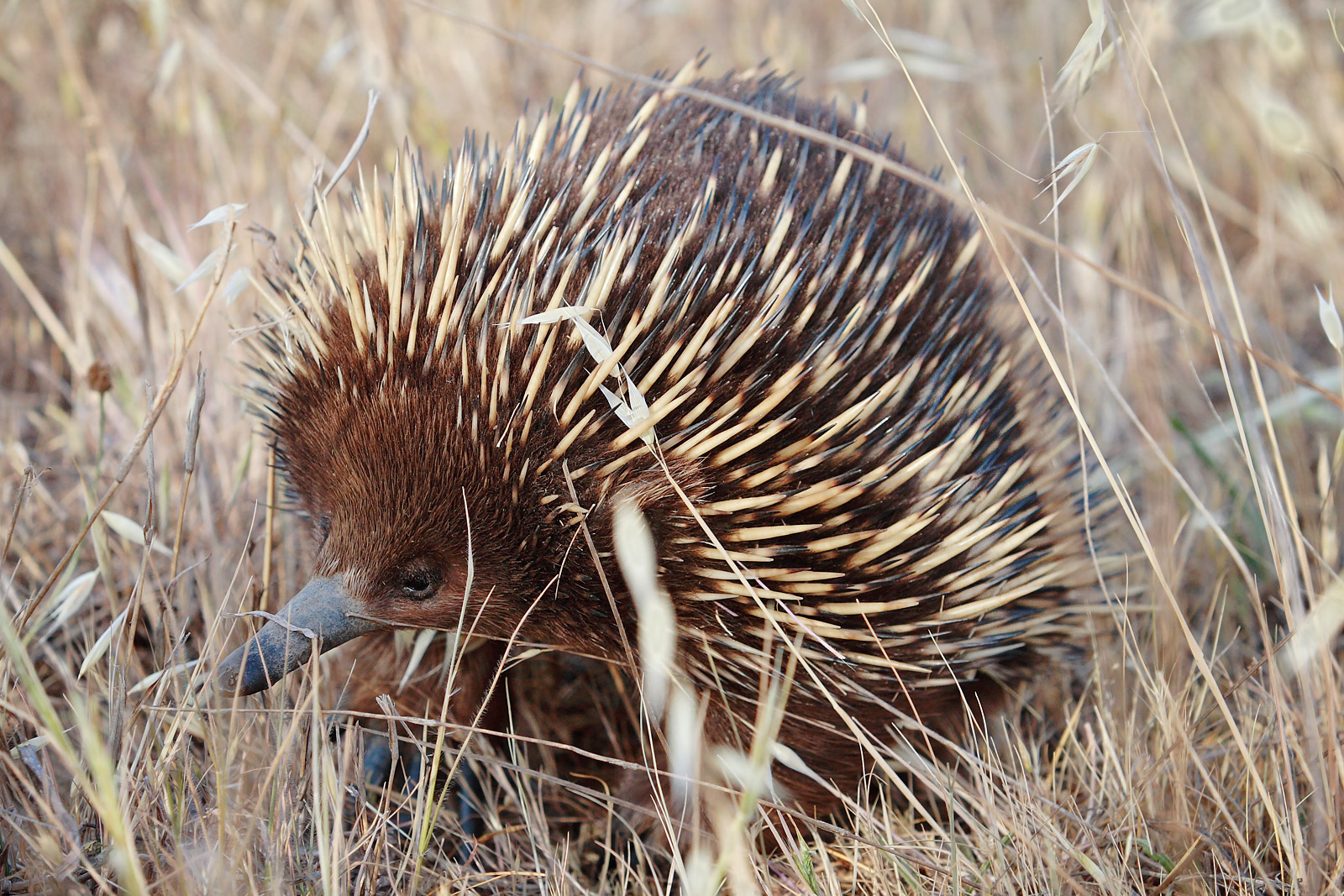
Kurzschnabeligel
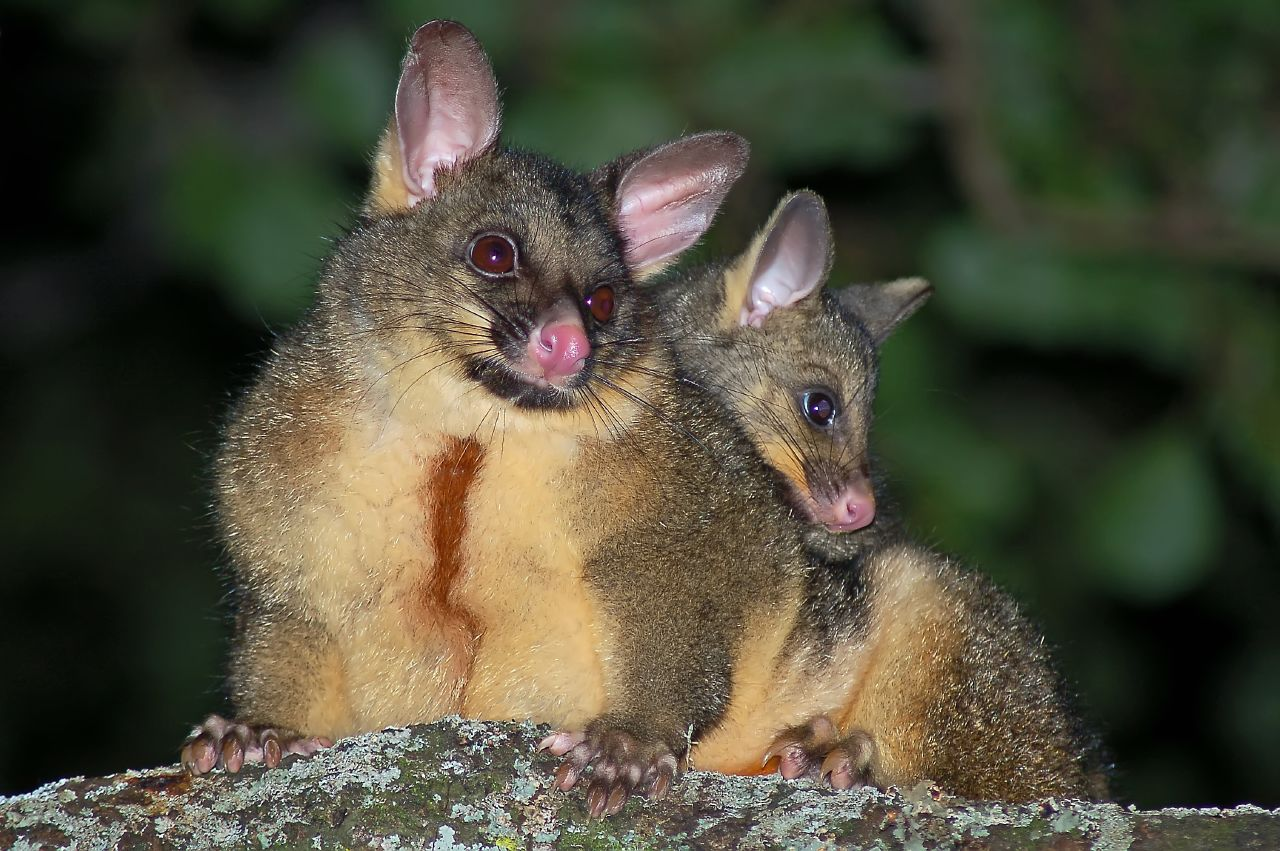
Fuchskusu
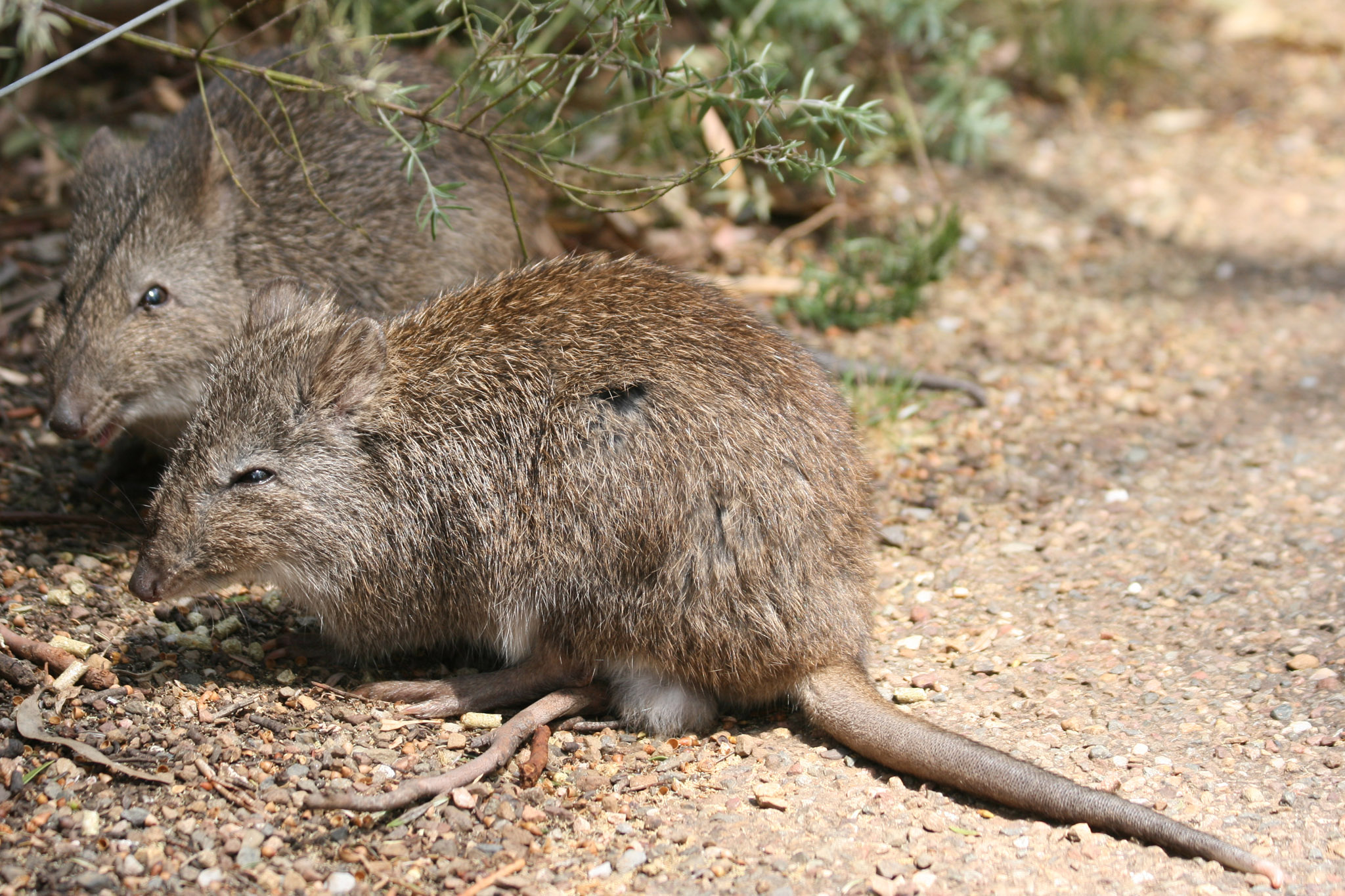
Kaninchenkängurus
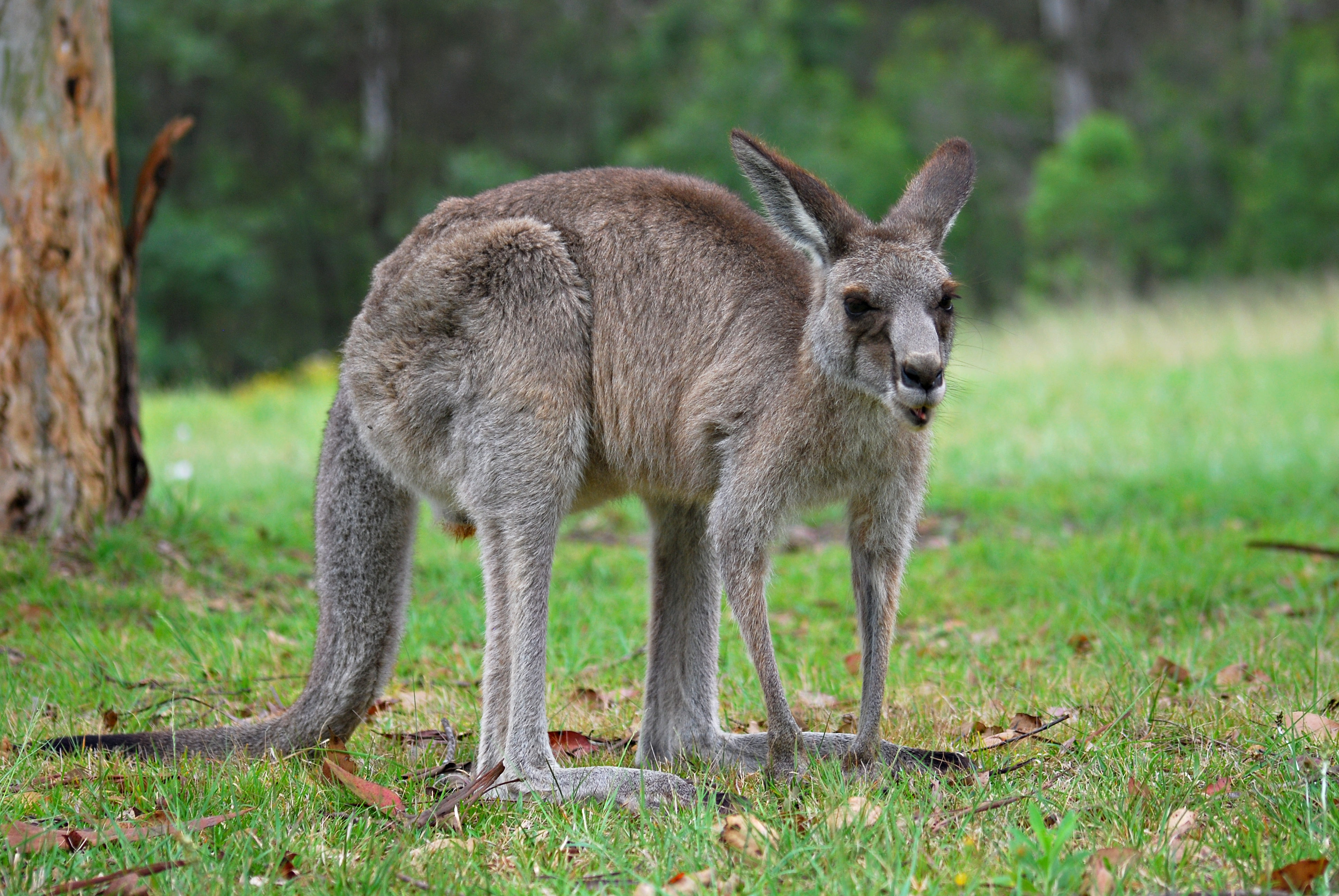
Rotes Riesenkänguru
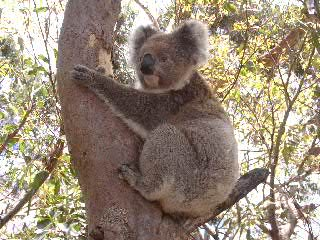
Koala

Im Nationalpark wurden bisher etwa 130 Vogelarten nachgewiesen, von denen aber viele nur durchziehen. Zu den regelmäßig vorkommenden Arten gehören zum Beispiel Weißwangenreiher, Australischer Baumfalke, Papua-Teichhuhn, Moschuslori und Singsittich. Außerdem wurden sechs Amphibien und 19 Reptilienarten nachgewiesen.

Vogelarten im Belair-Nationalpark
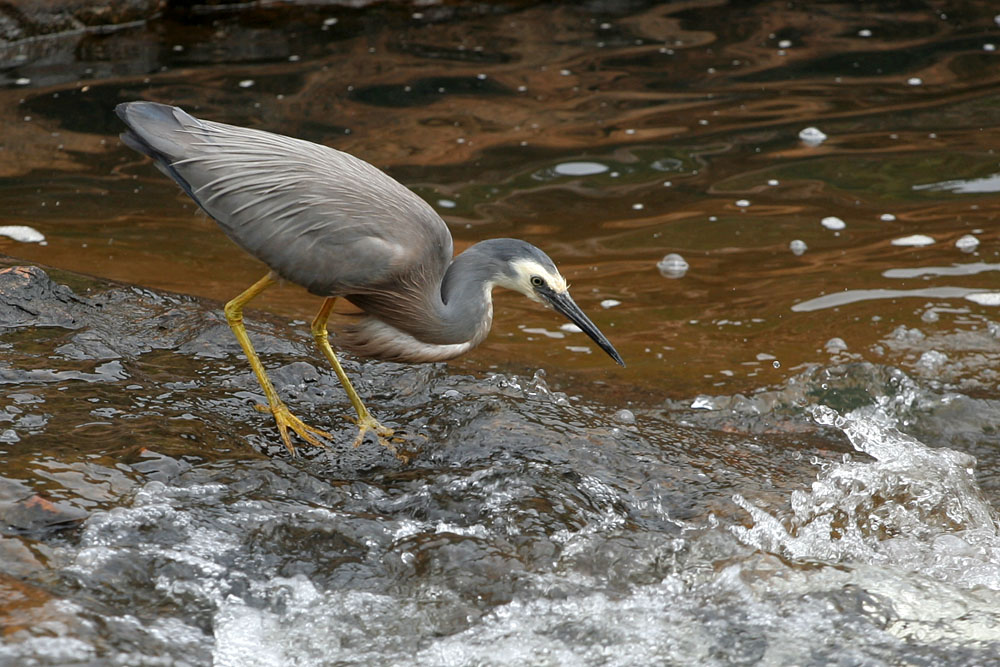
Weißwangenreiher
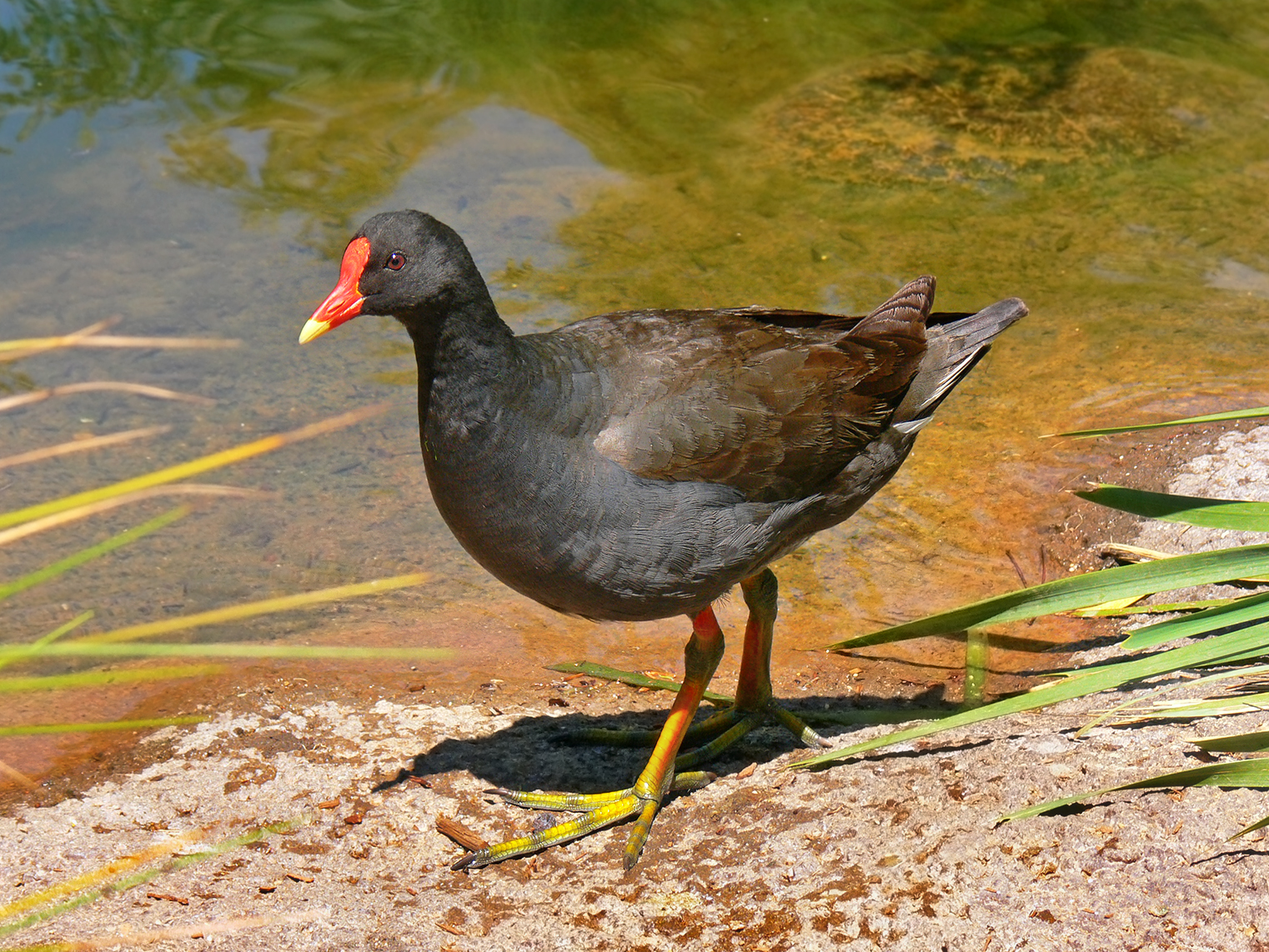
Papua-Teichhuhn
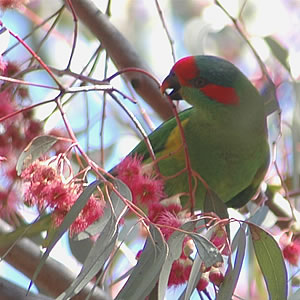
Moschuslori
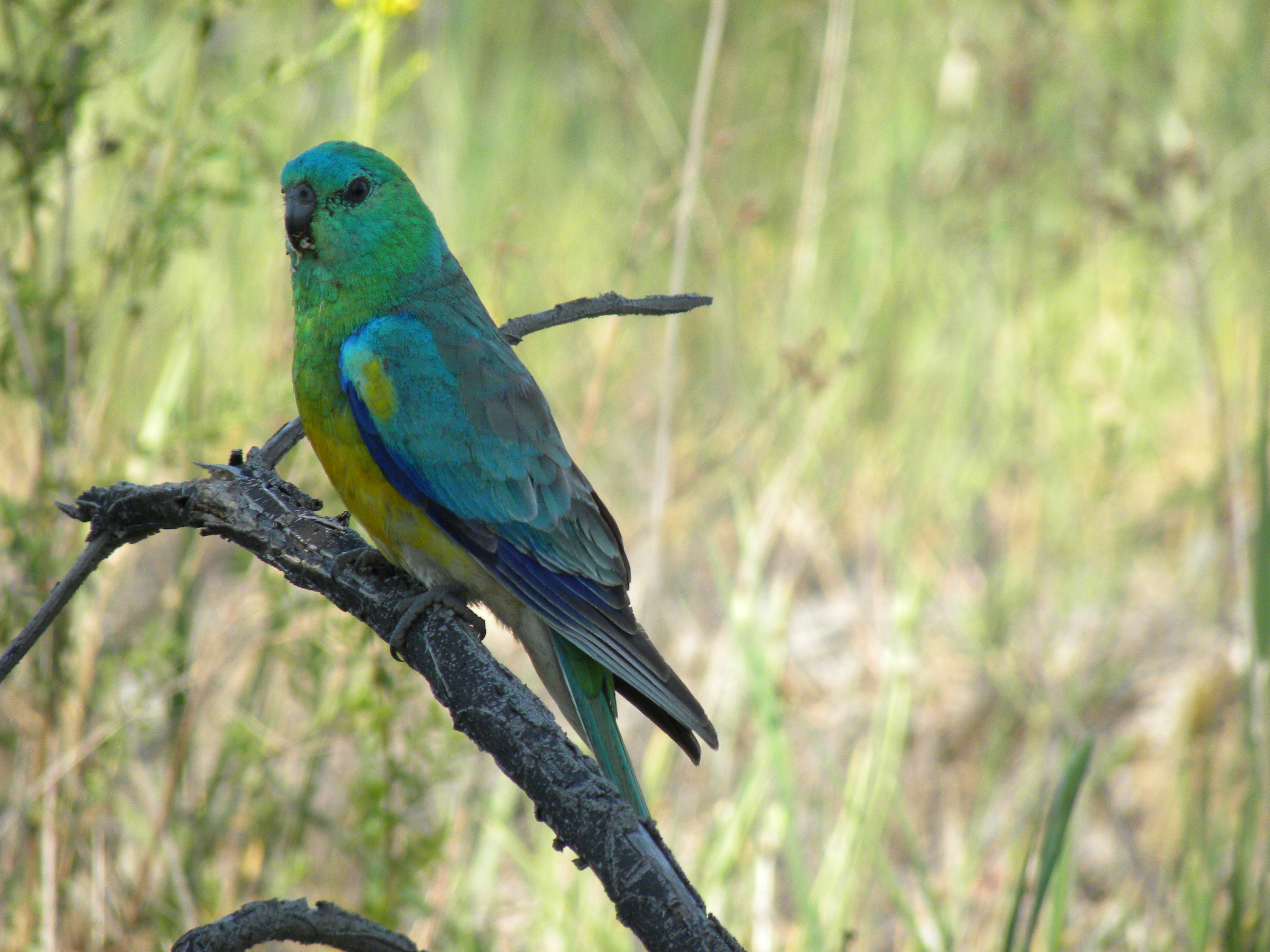
Singsittich

## Tourismus

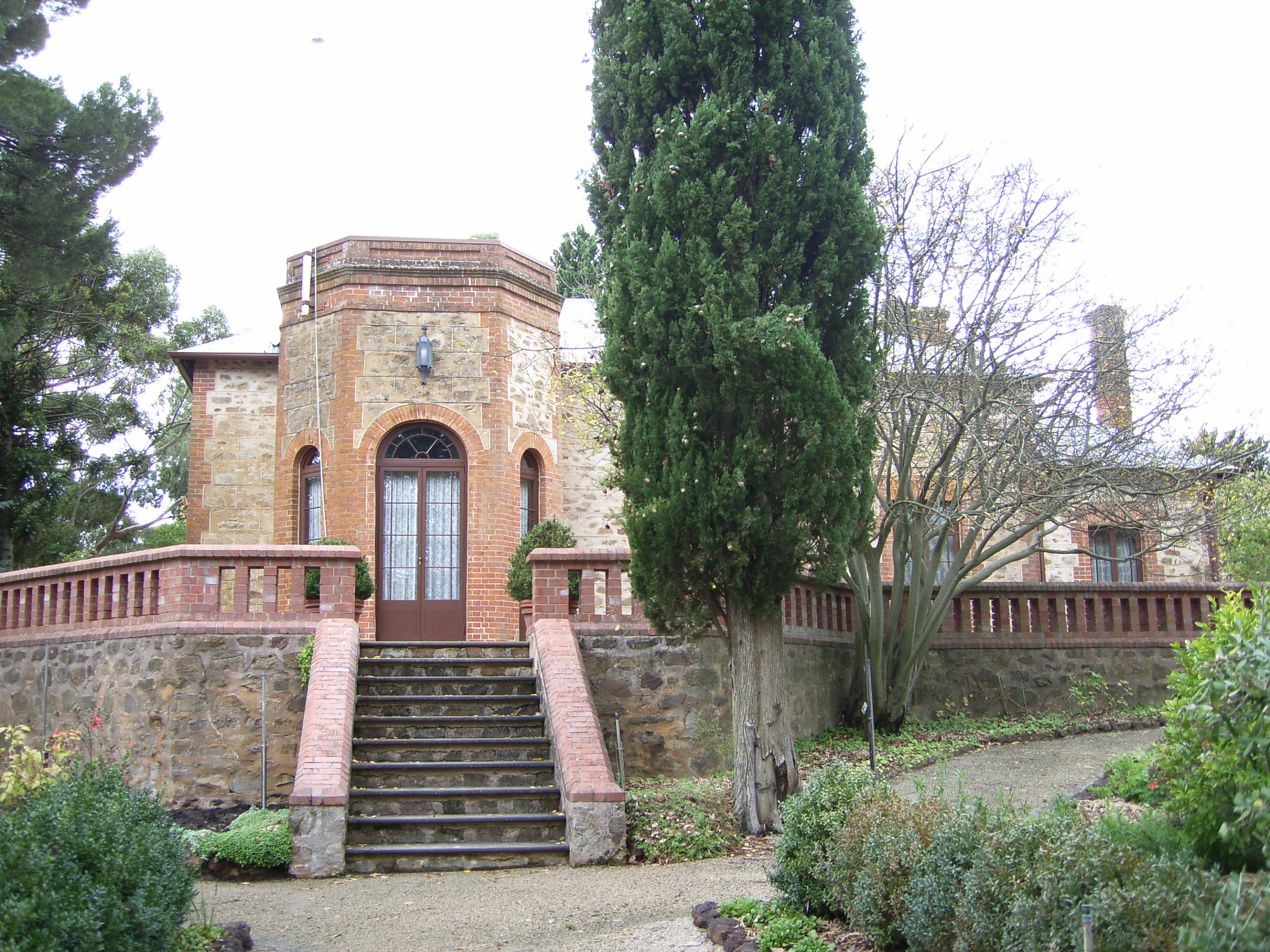
Old Government House

Im Park ist ein Besucherzentrum vorhanden, Toiletten und Rastplätze stehen ebenfalls zur Verfügung. Es sind Wanderwege eingerichtet und Wege für Fahrradfahrer und Reiter. Das um die Mitte des 19. Jahrhunderts errichtete Old Government House war früher Sommerresidenz des Gouverneurs von South Australia und kann heute besichtigt werden. In der State Flora Nursery werden Pflanzen aufgezogen.
Der Park wird von etwa 250.000 Besuchern jährlich besucht.